# Lorentz Frederik Mathiesen
Lorentz Frederik Mathiesen (23. listopadu 1832, Paamiut – 19. prosince 1920) byl dánský obchodník a inspektor Grónska.

## Životopis
Lorentz Frederik Mathiesen byl synem koloniálního správce Jense Mathiase Mathiesena (1800–1860) a jeho manželky Elisabeth Emilie Dreierové (1802–1897) a narodil se v Paamiutu, kam byl jeho otec právě přeložen. Dne 30. srpna 1870 se v Nuuku oženil se svou sestřenicí Karen Marií Elisabeth Dreyerovou (1840–?).
Lorentz Frederik Mathiesen se stal dobrovolníkem v Ilulissatu v roce 1859, ale už o rok později byl převelen do Appatu a o další rok později do Upernaviku. V roce 1865 byl jmenován prozatímním asistentem obchodníka v Kangersuatsiaqu, kde zůstal až do roku 1868. Po roční přestávce byl v roce 1869 převelen do Jižního Grónska, kde byl jmenován asistentem obchodníka v Nanortaliku. Jen o rok později se stal koloniálním správcem v Nuuku. V letech 1873 až 1874 zastupoval Hannese Petera Stephensena jako inspektor Jižního Grónska. V roce 1875 se stal koloniálním správcem ve svém rodišti. V roce 1880 byl přeložen do Maniitsoqu. Po pauze v letech 1882–1883 byl nakonec v roce 1885 penzionován. Zemřel jako vdovec v roce 1920 ve věku 88 let.